# Faca de caça

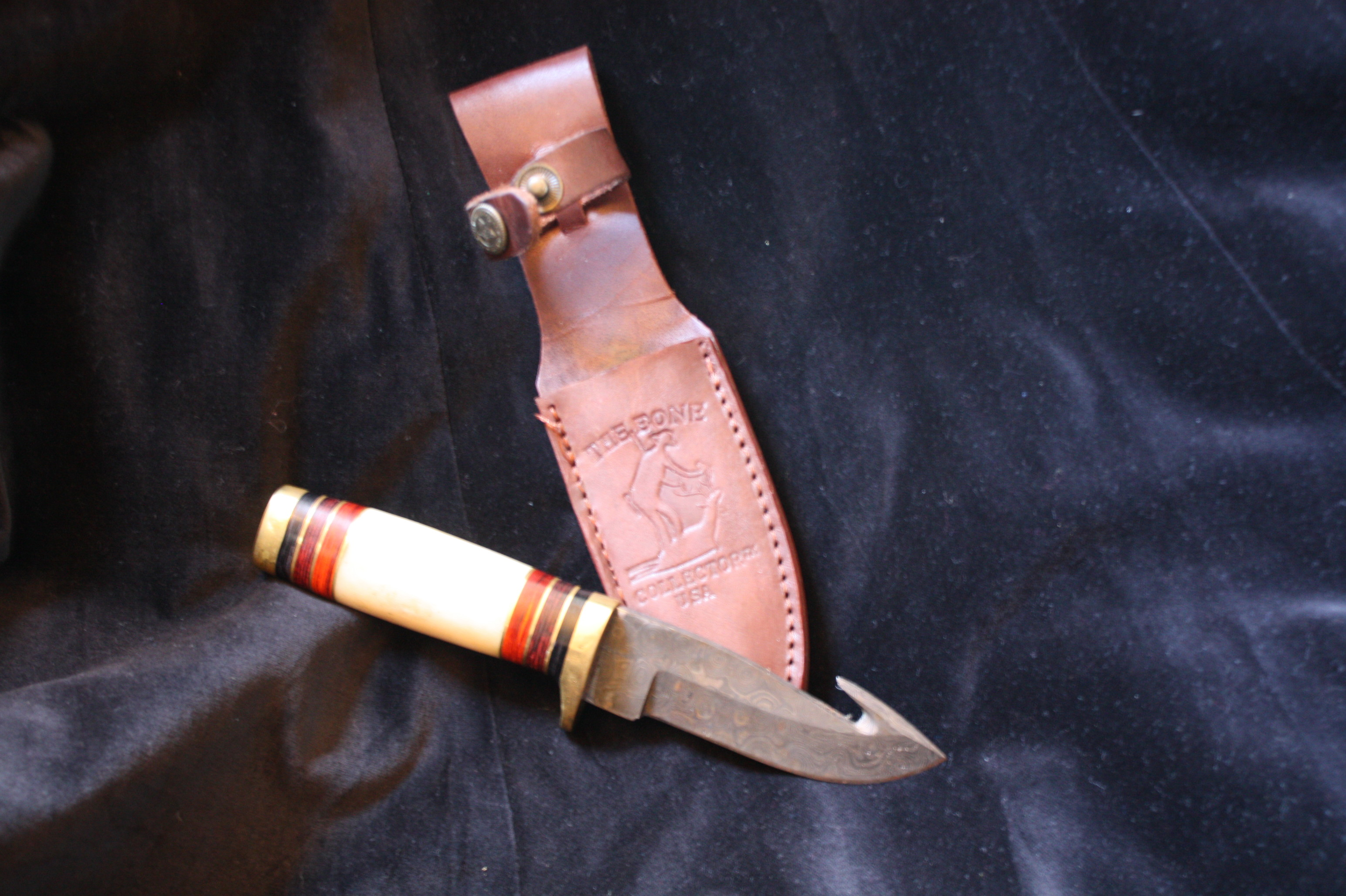
Exemplar típico de uma faca de caça.

A faca de caça é uma faca especializada para preparar a caça a ser usada como alimento: esfolar o animal e cortar a carne. É diferente da adaga de caça, tradicionalmente usada para matar animais selvagens.
Algumas facas de caça são adaptadas para outros usos na natureza; como uma "faca de acampamento", que os caçadores podem usar como "facões" ou "machetes" quando essas ferramentas específicas não estão disponíveis. Nesse caso, sua função é semelhante a uma "faca de sobrevivência".

## Projeto

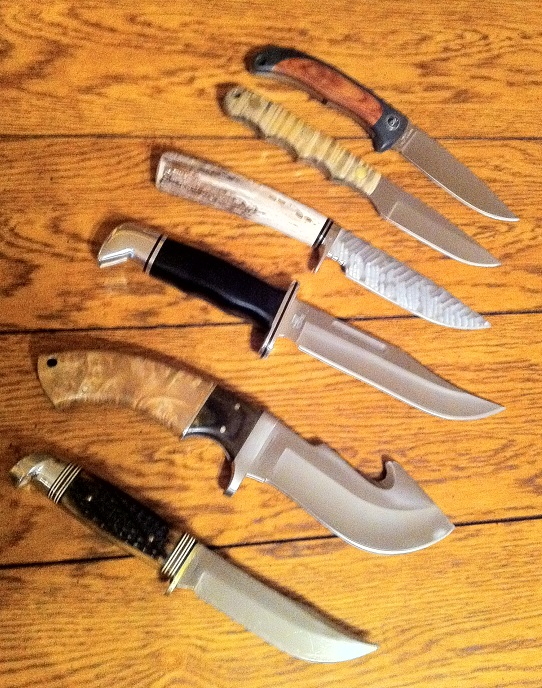
Diferentes exemplos de facas de caça.

As facas de caça são tradicionalmente projetadas para cortar, em vez de apunhalar, e geralmente têm uma única lâmina afiada. A lâmina é ligeiramente curva na maioria dos modelos e algumas facas de caça podem ter uma lâmina que tem uma parte curva para tirar a pele e uma parte reta para cortar fatias de carne. Algumas lâminas incorporam um gancho "guthook" para estripar a caça abatida. A maioria das facas de caça projetadas para "esfolar" tem uma ponta arredondada para não danificar a pele durante a remoção.
Existem facas de caça de lâmina fixa e dobrável; quanto as lâminas, elas podem ser: finas e pontudas ("clip point"), grossas e curvas ("drop point") ou especializadas para a retirada de pele.

## Exemplos
As facas de caça incluem a "puukko", a "yakutian" e a "sharpfinger". A maioria dos designs americanos é baseada em uma versão menor da faca Bowie. O cuteleiro Bob Loveless popularizou a faca de caça "drop point" e William Scagel popularizou a "camp knife".